# Министерство сельского хозяйства Кыргызской Республики

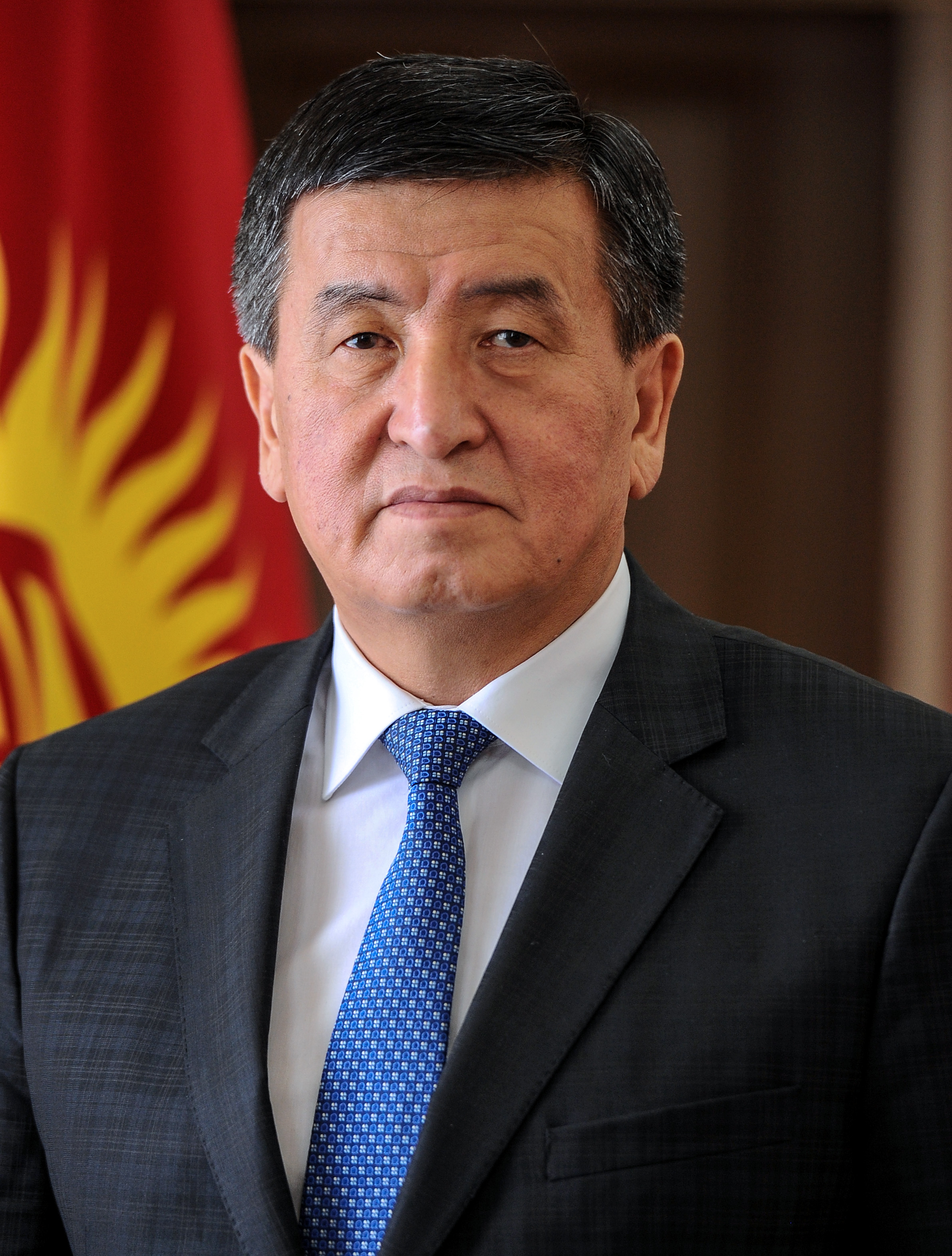
Сооронбай Жээнбеков

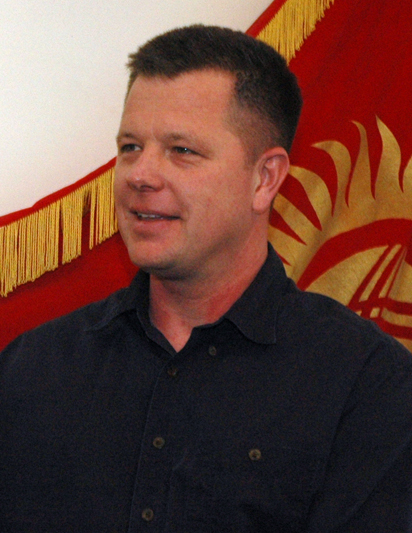
Арстанбек Ногоев

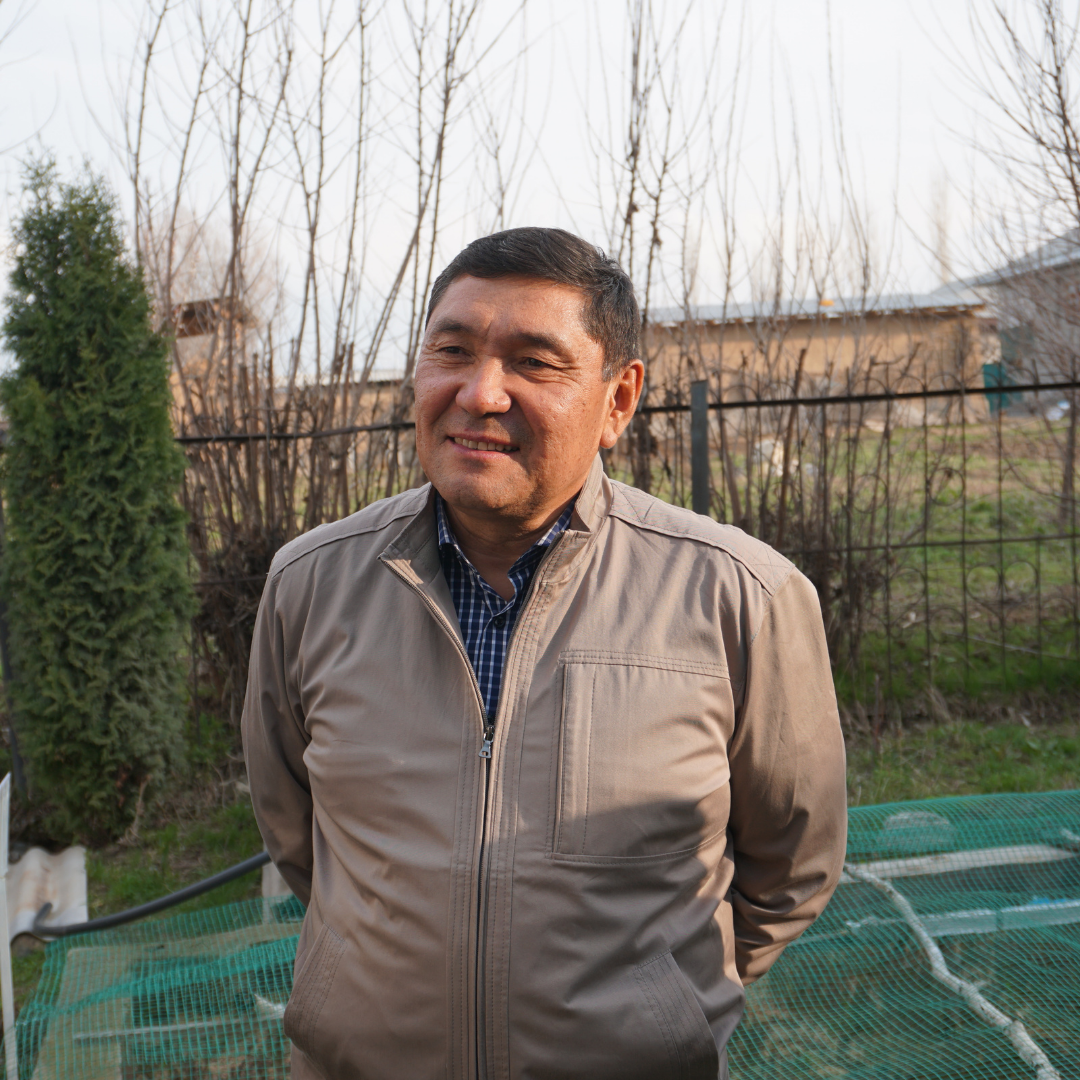
Аскарбек Джаныбеков

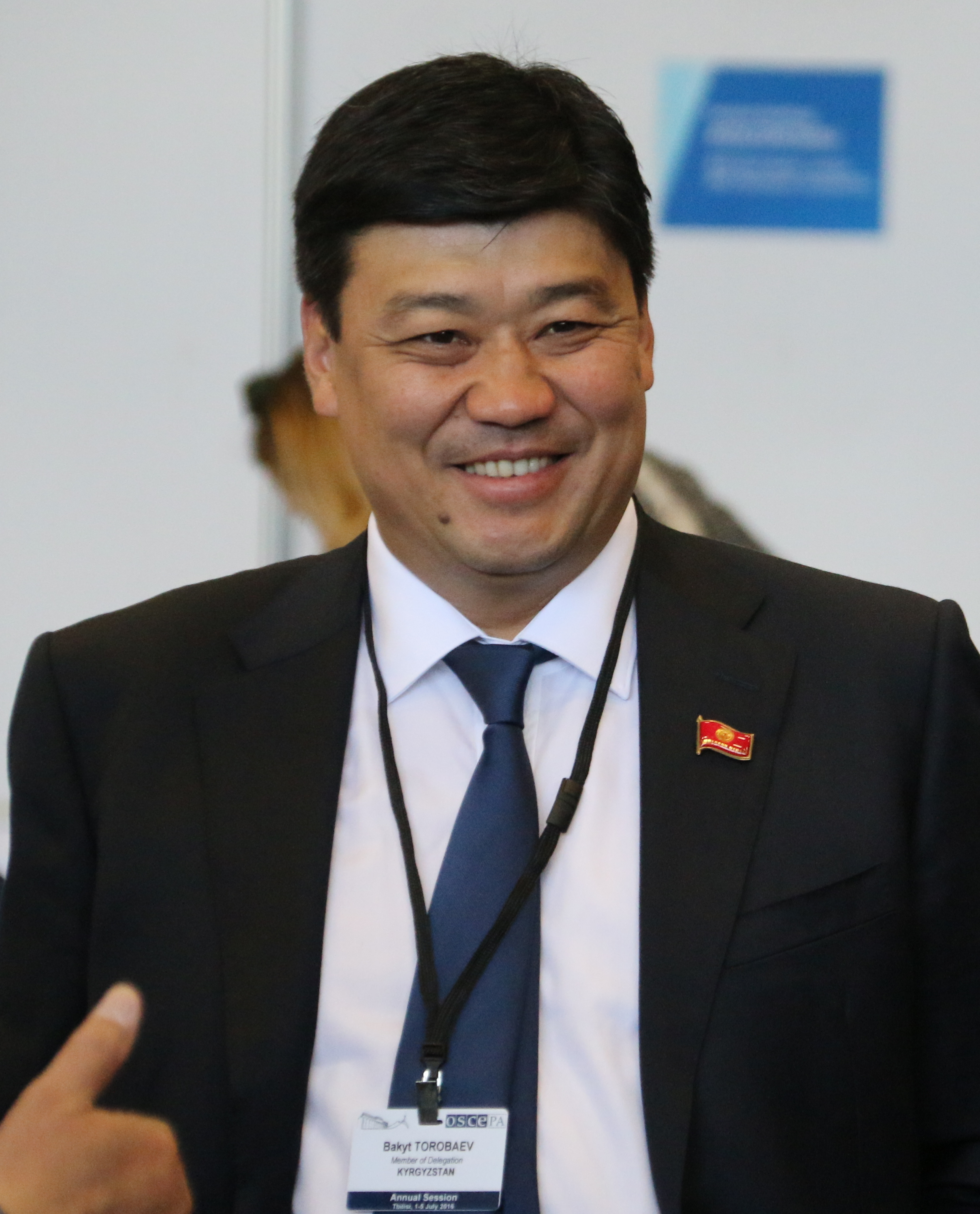
Бакыт Торобаев

Министерство водных ресурсов, сельского хозяйства и перерабатывающей промышленности Киргизской Республики — одно из 15 министерств в составе Правительства Кыргызстана.
С 1992 г. — Министерство сельского хозяйства. Затем до 2009 года Министерство сельского, водного хозяйства и перерабатывающей промышленности. С 2009 года — Министерство сельского хозяйства. В 2010—2013 гг. Министерство сельского хозяйства и мелиорации. В 2013—2021 Министерство сельского хозяйства, пищевой промышленности и мелиорации. С 2021 года Министерство водных ресурсов, сельского хозяйства и перерабатывающей промышленности.
Министерство возглавляет министр, назначаемый на должность и освобождаемый от должности Президентом Кыргызской Республики по представлению Премьер-министра.
Основные направления:
- Растениеводство
- Животноводство
- Рыбное хозяйство
- Ветеринария
- Лесное хозяйство
- Пищевая и перерабатывающая промышленность
- Внешняя торговля продуктами питания и сырьём для их производства
- Водные ресурсы.

Департаменты: химизации, защиты растений; водного хозяйства и мелиорации; карантина растений; по экспертизе сельскохозяйственных культур; пастбищ, животноводства и рыбного хозяйства; механизации и энергообеспечения сельского хозяйства.

## Подведомственные организации
- Управление по регулированию, контролю за производством и оборотом этилового спирта, алкогольной и спиртосодержащей продукции;
- Центр по регистрации и сертификации ветеринарных лекарственных средств, кормов и кормовых добавок;
- Государственный проектный институт по землеустройству «Кыргызгипрозем»;
- Кыргызагробиоцентр;
- Информационно-маркетинговый центр «Айылмаалымат».

## Министры
- 1991—1992 Адашбек Кыдырмаев
- 1992—1993 Асанов Карыпбек Асанович
- 1993-96 и. о. министра, 1-й зам. министра, и. о. министра Талгарбеков Бекболот Талгарбекович
- 1996—1997 Талгарбеков Бекболот Талгарбекович как вице-премьер-министр КР по аграрной политике
- 1997—1998 Жумакадыр Акенеев
- декабрь 1998- 1 марта 2000 Эмиль Узакбаев
- март 2000 - март 2005 Костюк Александр Васильевич
- С 3 апреля по 24 октября 2007 года Сооронбай Жээнбеков
- 27 декабря 2007 — 23 января 2009 Арстанбек Ногоев
- С 14 июля 2010 Маматшарип Турдукулов
- 2010—2011 Беков, Торогул Ниязович
- декабрь 2011 — март 2012 Сапарбек Тынаев
- март — сентябрь 2012 Джаныбеков Аскарбек Сапарбекович
- 6 сентября 2012 — январь 2014 г. Узакбаев Чынгысбек Макишович
- 6.02.2014 — 2015 Таалайбек Айдаралиев
- 2015—2016 Турдуназир Бекбоев
- 2016 — 24 мая 2019 Нурбек Мурашев
- с 30 мая 2019 по 21 октября 2020 г. Эркинбек Чодуев
- до 3 февраля 2021 Тилек Токтогазиев
- с 3 февраля 2021 года Джаныбеков Аскарбек Сапарбекович
- с 25 декабря 2023 года Торобаев Бакыт Эргешевич